# Mandragora caulescens
Mandragora caulescens är en potatisväxtart. Mandragora caulescens ingår i släktet Mandragora och familjen potatisväxter.

## Underarter
Arten delas in i följande underarter:
- M. c. brevicalyx
- M. c. caulescens
- M. c. flavida
- M. c. purpurascens